# 북키프로스의 국장

북키프로스의 국장

북키프로스의 국장은 북키프로스를 상징하는 문장이다. 1983년에 제정되었으며, 현재의 것은 2007년에 수정되었다. 국장의 디자인은 키프로스의 국장과 비슷하지만, 방패 안에 그려져 있는 비둘기 아래에 쓰여진 "1960"을 제거하는 대신 방패 위쪽에 초승달과 별 그리고 북키프로스가 독립을 선언한 연도인 "1983"이 쓰여져 있다.

## 이전의 국장

튀르크 키프로스 연방주의 문장 (1975년~1983년)
북키프로스의 국장 (1983년~2007년)